# Peter Parler

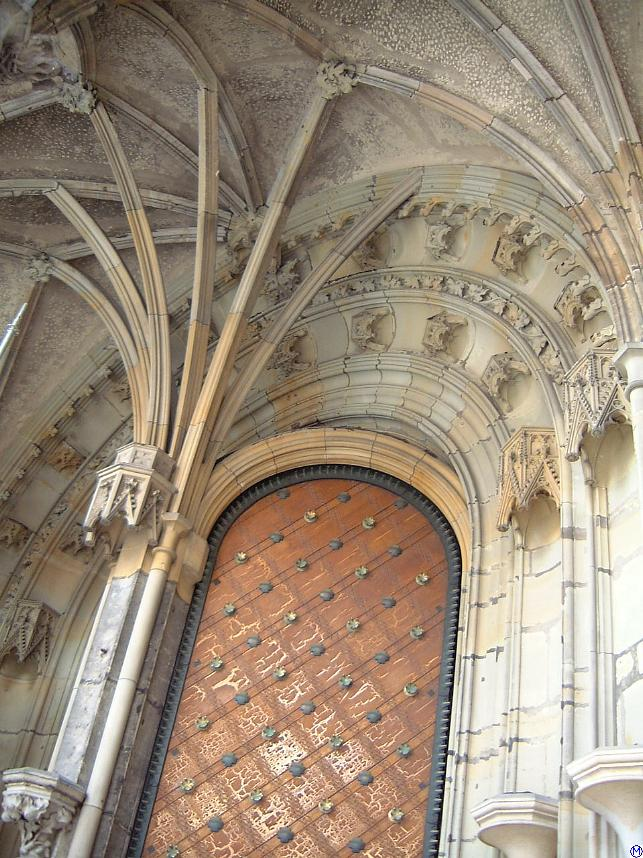
Peter Parler: sklepienie w Złotej Bramie

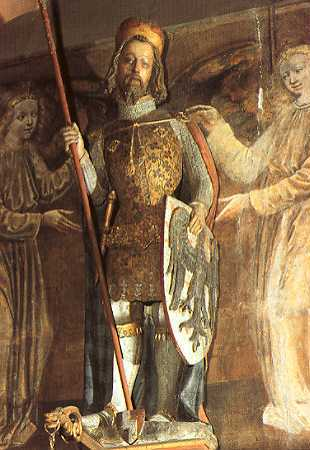
Peter Parler (?): rzeźba św. Wacława

Peter Parler, znany też jako Petr Parléř lub Piotr Parler lub Peter de Gemudia (ur. 1330 lub 1333 w Kolonii lub Gmünd, zm. 13 lipca 1399 w Pradze) – niemiecki murator i rzeźbiarz epoki gotyku.

## Życiorys
Członek rodziny Parlerów, syn Heinricha (Henryka) Parlera.
Kwestia edukacji Petera Parlera nie jest pewna – być może 5 lat spędził w Gmünd. Zapewne podróżował do Nadrenii, w tym do Kolonii. Jedna z hipotez mówi o jego ewentualnej podróży do Anglii, jednak jest to wątpliwe. Niewykluczone, iż ok. 1352 roku przebywał w Norymberdze, gdzie we Frauenkirche znajdują się przypisywane mu rzeźby, uważane za najwcześniejsze w jego dorobku.
W 1352 Karol IV wezwał go do Pragi w charakterze architekta wznoszonej wówczas katedry Św. Wita, po śmierci jej projektanta i pierwszego budowniczego – Mateusza z Arras. Parler zmienił nieco pierwotne plany, ukończył kaplicę Św. Wacława, chór i zakrystię. Prezbiterium przykrył sklepieniem sieciowym. Rozpoczął budowę południowej wieży i przyziemie Złotej Bramy, którą ostatecznie ukończyli jego synowie. Do katedry został wówczas wprowadzony obszerny program związany z władzą królewską. W kaplicach prezbiterium ustawiono symboliczne nagrobki władców czeskich poprzedzających Karola IV, wśród nich dwa przypisywane Piotrowi: Przemysła Ottokara I i Przemysła Ottokara II. Rzeźby nagrobne są masywne, monumentalne i zwarte; tumby bardzo proste. W kondygnacji triforiów umieszczone zostały popiersia jeszcze żyjących lub niedawno zmarłych osób związanych z dworem Karola IV i fundacją katedry praskiej: popiersie Karola IV, jego czterech żon, pierwszych trzech praskich biskupów, fundatorów oraz dwóch budowniczych – Mateusza z Arras i samego Piotra Parlera. Popiersia te mają pewne cechy portretowe i choć część ma dość stypizowane fizjonomie, to jednak niektóre wyróżniają się zindywidualizowanymi rysami twarzy (np. rzeźba Anny świdnickiej). 
Od 1373 roku dowodził pracami przy wieży Staromiejskiej przy Moście Karola w Pradze. Wybudował kaplicę Wszystkich Świętych na praskim zamku.
Poza Pragą budował chór kościoła św. Bartłomieja w Kolínie oraz Kościół świętej Barbary w Kutnej Horze (budowę tego ostatniego kontynuował jego syn Johann Parler).
W Pradze zakupił dom przy obecnej Loretánské ulici.
Był żonaty z Gertrudą (zm. 70. XIV), z którą miał dwie córki i synów: Nikolausa, Wenzela i Johannesa (dwaj ostatni także zostali architektami). W latach 80. poślubił Agnes von Bur, z którą doczekał się synów: Paula i Janco.
Po Mateuszu z Arras przejął strzechę budowlaną, nazywaną cesarską lub parlerowską.
Ważniejsze dzieła Petera Parlera i strzechy parlerowskiej, to:
- katedra Św. Wita w Pradze: wzniesienie chóru z ambitem i przylegającym do niego wieńcem kaplic, kaplicy św. Wacława, Złotej Bramy, wieży południowej. Wewnątrz m.in. rzeźbione wizerunki czeskich dostojników na tryforiach, nagrobki Przemyślidów w kaplicach obejścia, konsola z Adamem i Ewą przy filarze od strony absydy prezbiterium.
- kaplica Wszystkich Świętych w praskim zamku
- dekoracja rzeźbiarska Staromiejska Wieży Mostowej przy Moście Karola w Pradze.
- kaplica ratusza staromiejskiego w Pradze oraz dekoracja rzeźbiarska
- chór kościoła Św. Bartłomieja w Kolínie
- chór kościoła Św. Barbary w Kutnej Horze
- Madonna z Dzieciątkiem z kościoła Św. Marii Magdaleny we Wrocławiu (obecnie w zbiorach MNW)
- Madonna z Dzieciątkiem z Cieszyna[1]